# Río Chancay (Huaral)
Der Río Chancay (im Oberlauf Río Vichaycocha) ist ein etwa 115 km langer Zufluss des Pazifischen Ozeans im zentralen Westen von Peru nördlich der Hauptstadt Lima. Die zwischen 1300 und 1450 am Río Chancay und in den benachbarten Flusstälern existierende Chancay-Kultur wurde nach dem Fluss benannt.

## Flusslauf
Der Río Chancay entspringt in der Westkordillere, an der Ostflanke des Cerro Agascancha auf einer Höhe von etwa 4750 m. Im Quellgebiet liegen die beiden abflussregulierten Seen Laguna Chalhuacocha Chica (4672 m) und Laguna Chalhuacocha (4593 m) am Flusslauf. Der Río Chancay fließt 25 km in südwestlicher Richtung. Dabei passiert er die Ortschaften San Miguel de Vichaycocha und Pacaraos. Der Río Baños mündet linksseitig in den Fluss. Dieser wendet sich auf den folgenden 40 Kilometern in Richtung Westsüdwest. Bei der Ortschaft Acos trifft der Río Carac von rechts auf den Río Chancay. Bei Flusskilometer 57 mündet der Río Añasmayo von links, bei Flusskilometer 48 der Río Huataya von rechts in den Río Chancay. Auf den letzten 45 Kilometern wendet sich der Río Chancay anfangs nach Südwesten, später in Richtung Südsüdwest. Bei Flusskilometer 20 verlässt er das Bergland und erreicht das Küstentiefland. Dort ist er von bewässerten landwirtschaftlichen Anbauflächen gesäumt. 15 Kilometer oberhalb der Mündung liegt die Provinzhauptstadt Huaral 2,5 km vom rechten Flussufer entfernt. Der Río Chancay erreicht 5 km südsüdöstlich der Stadt Chancay sowie 52 km nördlich von Lima das Meer.

## Einzugsgebiet
Das Einzugsgebiet des Río Chancay umfasst eine Fläche von 3095 km². Es erstreckt sich über die Provinz Huaral in der Verwaltungsregion Lima. Das Einzugsgebiet grenzt im Norden an das des Río Huaura sowie im Süden an das des Río Chillón. Im Osten verläuft entlang der Westkordillere die Wasserscheide zum Einzugsgebiet des Río Mantaro.

## Hydrologie
Der mittlere Abfluss am Pegel Santo Domingo bei Flusskilometer 39 beträgt 15,4 m³/s. Der höchste gemessene Abflusswert lag bei 484 m³/s, der niedrigste bei 2 m³/s.
Die Abflussmenge schwankt sehr stark. In den Monaten Juli, August und September fallen die geringsten Niederschläge. Die niederschlagsreichsten Monate sind Januar, Februar und März.